# Teresa Sulgostowska
Teresa Sulgostowska (ur. 25 listopada 1930 w Białej Krakowskiej, zm. 10 września 2015 w Warszawie) – polska profesor nauk przyrodniczych, specjalistka w dziedzinie parazytologii, związana ze Szkołą Główną Gospodarstwa Wiejskiego w Warszawie.

## Życiorys

### Dzieciństwo i młodość

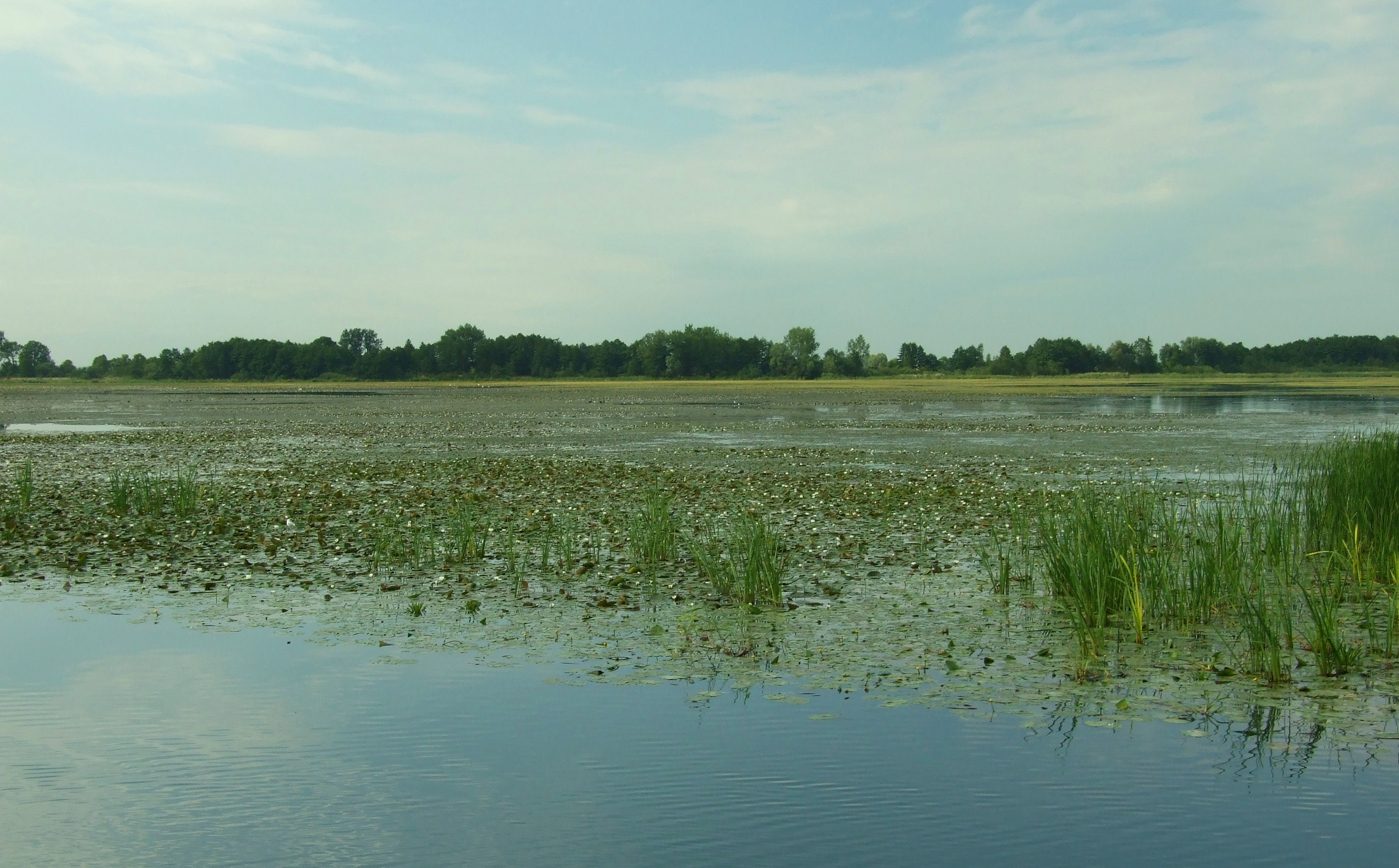
Eutroficzne jezioro Drużno

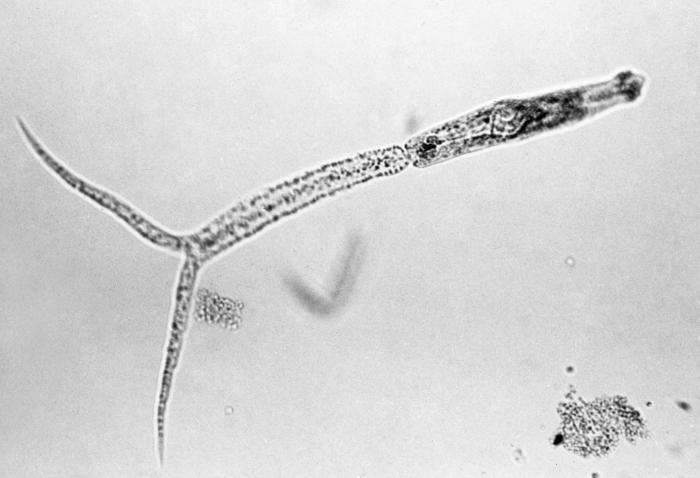
Cerkaria przywry Schistosoma, powiększenie 150 razy

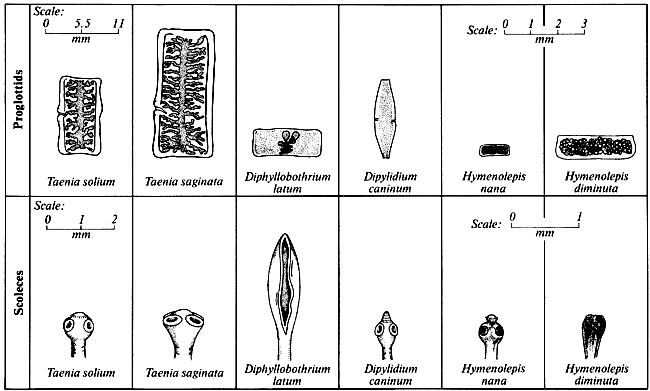
Proglotydy i skoleksy tasiemców pasożytniczych człowieka

Urodziła się w roku 1930 w Białej Krakowskiej jako jedyne dziecko Józefa Duźniaka (handlowca) i jego żony Heleny (przy mężu). W tej miejscowości skończyła przed wybuchem II wojny światowej 3 klasy szkoły powszechnej. Po wojnie uczyła się w Bielsku-Białej. Po zdaniu matury w roku 1950 rozpoczęła studia przyrodnicze, początkowo na Wydziale Biologii i Nauk o Ziemi Uniwersytetu Poznańskiego (od 1951 – Uniwersytet im. Adama Mickiewicza w Poznaniu), a od roku 1952 na Uniwersytecie Warszawskim (kierunek zoologia). Stopień magistra zoologii uzyskała w roku 1955 na podstawie pracy nt. Przywry ptaków jeziora Drużno, wykonanej pod opieką prof. W.L. Wiśniewskiego.

### Przebieg pracy zawodowej
Już w roku 1954 (przed ukończeniem studiów) została zatrudniona w Zakładzie Parazytologii UW, kierowanym przez prof. Wiśniewskiego. W zakładzie realizowano – z udziałem studentów – długofalowy  program badań krążenia pasożytów w biocenozach jezior o różnym typie limnologicznym. Teresa Sulgostowska uczestniczyła m.in. w badaniach terenowych; część danych zgromadzonych nad jeziorem Drużno została wykorzystana w jej pracy magisterskiej.
Po śmierci prof. Wiśniewskiego w roku 1958, gdy jego zakład został zlikwidowany, Teresa Sulgostowska została zatrudniona w Katedrze Zoologii SGGW w Warszawie (w następnych latach – Katedra Biologii Środowiska Zwierząt na Wydziale Nauk o Zwierzętach). Wraz z Katarzyną Niewiadomską i innymi członkami zespołu byłego przełożonego kontynuowała realizację jego programu. Specjalizowała się w zakresie zoologii i parazytologii (pasożyty kręgowców). Zajmowała kolejne stanowiska służbowe, od starszego asystenta do profesora. Otrzymała w latach:
- 1963 – stopień doktora nauk przyrodniczych na podstawie pracy nt. Przywry ptaków w biocenozie jeziora Drużno, Mamry Północne i Święcajty (promotor: Zbigniew Kawecki),
- 1977 – stopień doktora habilitowanego na podstawie pracy nt. Histologia i histogeneza tasiemców obojnakich, z tendencją do rozdzielnopłciowości i rozdzielnopłciowych,
- 1987 – tytuł naukowy profesora nauk przyrodniczych.

W latach 1985–2000 była kierownikiem Katedry Zoologii. Pełniła funkcję promotora w dwóch przewodach doktorskich i opiekuna naukowego ponad 30 studentów wykonujących prace dyplomowe (studenci SGGW, Uniwersytetu Gdańskiego i UMCS w Lublinie). Prowadziła zajęcia dydaktyczne z zoologii, zoologii stosowanej, biologii i parazytologii ze studentami różnych wydziałów SGGW (m.in. Wydział Rolniczy, Ogrodniczy, Ekonomiczno-Rolniczy i Zootechniczny) i na Międzywydziałowym Studium Ochrony Środowiska. Była opiekunką studenckiego Koła Naukowego Zootechników (studenci I roku).  
Działała w Polskim Towarzystwie Parazytologicznym i różnych organizacjach społecznych (ZHP, ZSP, ZNP). Siedmiokrotnie pełniła funkcję skarbnika Oddziału Warszawskiego PTP; w latach 1991–1998 była skarbnikiem Zarządu Głównego, a w latach 1998–2007 – przewodniczącą Komisji Rewizyjnej (w kolejnej kadencji – wiceprzewodniczącą).
Po przejściu na emeryturę w roku 2001 pracowała w Katedrze Biologii Środowiska Zwierząt SGGW jako profesor emeritus. Opracowywała publikacje naukowe i dydaktyczne. W latach 2010–2012 realizowała też finansowany przez Ministerstwo Nauki i Szkolnictwa Wyższego projekt badawczy, którego celem było zgromadzenie, uporządkowanie i opisanie rozproszonych zbiorów pasożytniczych helmintów – stworzenie zwartej kolekcji dla Muzeum Przyrodniczego we Wrocławiu.
Pochowana na starym cmentarzu na Służewie przy parafii św. Katarzyny, ul. Fosa (strona prawa, linia 34, grób 6).

## Zakres badań
W pierwszym okresie pracy naukowej Teresa Sulgostowska uczestniczyła w badaniach organizowanych przez Wincentego L. Wiśniewskiego, którego specjalnością były pasożyty występujące m.in. w organizmach ryb (tasiemce, przywry i kolcogłowy) – ich cykle rozwojowe oraz wpływ na kształtowanie się i przekształcanie struktury ekosystemów wodnych. W swoim długofalowym programie naukowym prof. Wiśniewski przewidywał szczegółowe badania zbiorników wodnych reprezentujących trzy ich typy: jezioro eutroficzne – Drużno, mezotroficzne – Gołdapiwo oraz jeziora z elementami oligotroficznymi – Święcajty i Mamry Północne. Przed nagłą śmiercią prof. Wiśniewski zdążył opracować materiały zebrane na jeziorze Drużno. Materiały z innych jezior zostały opracowane przez jego współpracowników, m.in. Teresę Sulgostowską i Katarzynę Niewiadomską.
W kolejnych latach Teresa Sulgostowska organizowała kolejne badania terenowe, w których uczestniczyli studenci. Opisała faunę m.in. pasożytniczą ptaków kilku jezior Warmii i Mazur, rezerwatu „Stawy Milickie” i rezerwatów k. Kostrzynia (Słońsk, zob. Rezerwat przyrody Dolina Postomii, Rezerwat przyrody Lemierzyce). Badała również pasożyty ptaków i ryb w okolicach Gdańska, m.in. koło Górek Wschodnich (zob. Rezerwat przyrody Ptasi Raj). Opisała cztery nieznane gatunki pasożytniczych płazińców i przeprowadziła rewizje taksonomiczne kilku przywr i tasiemców. Zarejestrowała występowanie w Polsce ponad 70 gatunków przywr, których wcześniej nie obserwowano. Zajmowała się mało poznanym procesem wczesnego rozwoju u dorosłych tasiemców struktur układu rozrodczego.

## Publikacje
Teresa Sulgostowska jest autorką lub współautorką ponad 100 opracowań naukowych oraz licznych materiałów dydaktycznych, m.in.:
- Histologia i histogeneza układu rozrodczego u tasiemców obojnakich, z tendencja̜ do rozdzielnopłciowości i rozdzielnopłciowych, Akademia Rolnicza w Warszawie. Rozprawy naukowe nr 84, wyd. SGGW-AR 1976,
- zeszyty w serii Katalog Fauny Pasożytniczej Polski (wsp. Bogdan Czapliński,  Danuta Czaplińska), część IV. Pasożyty ptaków: zeszyt 1 - Pierwotniaki i przywry (1987), zeszyt 2A - Tasiemce (1992), zeszyt 2C - Kolcogłowy (1997), Wyd. Polskie Towarzystwo Parazytologiczne[9],
- zeszyty w serii Monografie Parazytologiczne: tom 15: Pasożyty ryb Polski (Klucze do oznaczania); Przywry - Digenea; tom 18: Pasożytnicze helminty Polski. Gatunki, żywiciele, białe plamy[10],
- Zoologia rolnicza (wsp. Henryk Sandner), wyd. SGGW 1989 (ISBN 83-00-02152-3, 9788300021529),
- Zoologia rolnicza, Tom 1 (wsp. Andrzej Bednarek), wyd. SGGW 2001 (ISBN 83-7244-194-4, 9788372441942),
- Zoologia rolnicza (wsp. Henryk Sandner), on-line Greenwood Publishing Group.

## Odznaczenia i wyróżnienia
Prof. Teresa Sulgostowska została odznaczona:
- Złotym Krzyżem Zasługi (1974),
- Krzyżem Kawalerskim Orderu Odrodzenia Polski (1986),
- Medalem Komisji Edukacji Narodowej (2002).

Otrzymała ponadto m.in.:
- Brązową Odznakę Wydziału Przyrodniczego Uniwersytetu w Brnie (1990),
- Nagrodę Ministerstwa Edukacji Narodowej (1995),
- Odznakę „Zasłużony dla SGGW” (1996),
- Medal 50-lecia Polskiego Towarzystwa Parazytologicznego (1998),
- Medal PTP im. Konstantego Janickiego Bene de Parasitologia Meritus (2001),
- tytuł członka honorowego PTP (2010),
- kilka nagród Rektora SGGW za działalność naukową i dydaktyczną.

## Życie prywatne
Teresa Sulgostowska była zamężna w latach 1954–1969. Ma dwóch synów, dziewięcioro wnuków (Jakub, Jaromiła, Dobrochna, Lubomir, Ola, Daria, Dalibór, Borys i Anastazja) i dwoje prawnucząt (Kajetan i Idalka). Syn Jarosław (ur. 1954) jest dziennikarzem i pracownikiem Telewizji Polskiej, młodszy, Radosław (ur. 1957) – lekarzem weterynarii, lecz prowadzi firmę zajmującą się pokazami fajerwerków.